# Ru (hydrologie)

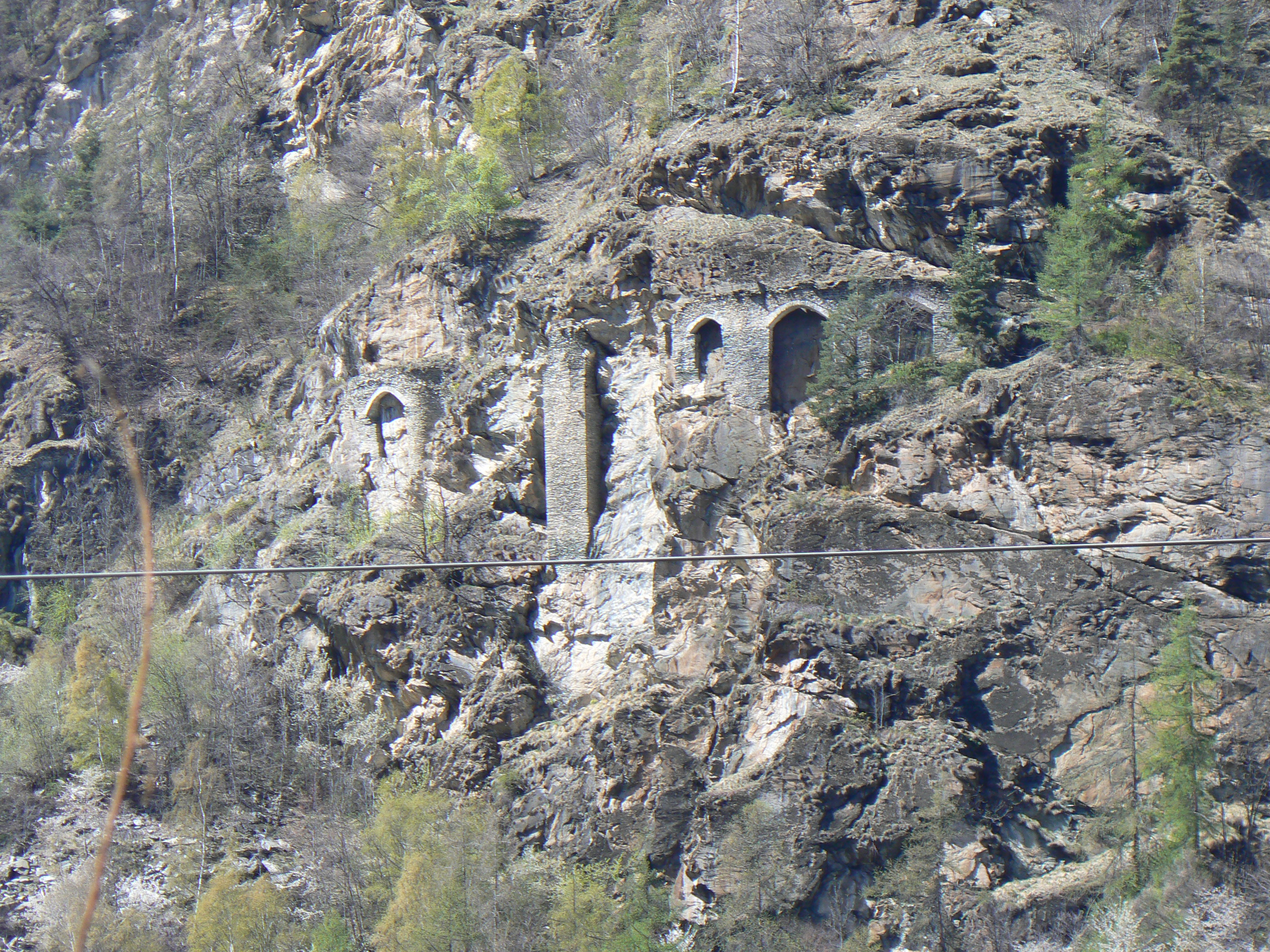
Le ru du pain perdu à Antey-Saint-André.

Un ru (n.m. pluriel rus, également rial, rieu, rio, riots, rui, rau, rupt et plus rarement rû) est la dénomination hydrologique ancienne voire régionale de petits ruisseaux aménagés par l'homme plus communément qualifiés de canal. Au figuré, il symbolise la modestie rius d'umilité. Le mot ressurgit dans les toponymes.

## Étymologie
Le mot vient du latin « rivus », terme indiquant un ruisseau, un petit cours d'eau, ruisselet, qui a engendré d'autres termes en latin médiéval, comme « raza » (= fossé, canal), « rubina » (= canal de dérivation)

## Dénomination
Ils portent généralement la dénomination plus commune de canaux, notamment dans le Briançonnais ou encore dans le Piémont, mais également des appellations régionales, comme celle de Waale dans le Haut-Adige, de bisses dans le Valais et de Flurbewässerung dans les Grisons.
En France, on trouve l'emploi du terme ru pour désigner un affluent normand de la Seine : le ravine du Hazey ou ru du Canal. De nombreux rus sont par ailleurs décrits en région Île-de-France, comme le ru de Gally, le ru de la Ménagerie ou le ru de Liesse.

## Répartition en Vallée d'Aoste
En Vallée d'Aoste, les rus ont historiquement alimenté l'économie au sens propre comme au sens figuré. Ils ont été construits entre le XIIIe et le XVe siècle ayant pour fonction d'amener l'eau des ruisseaux de montagne aux terrains non autrement irrigables, et par conséquent incultivables. À ce titre, leur entretien était assuré par la corvée, contrôlée par un gardien des eaux, ou revé en patois valdôtain. Certains de ces ouvrages sont toujours en fonction de nos jours. Ceux qui ont été abandonnés sont dénommés rus morts, ou encore rus du pain perdu.

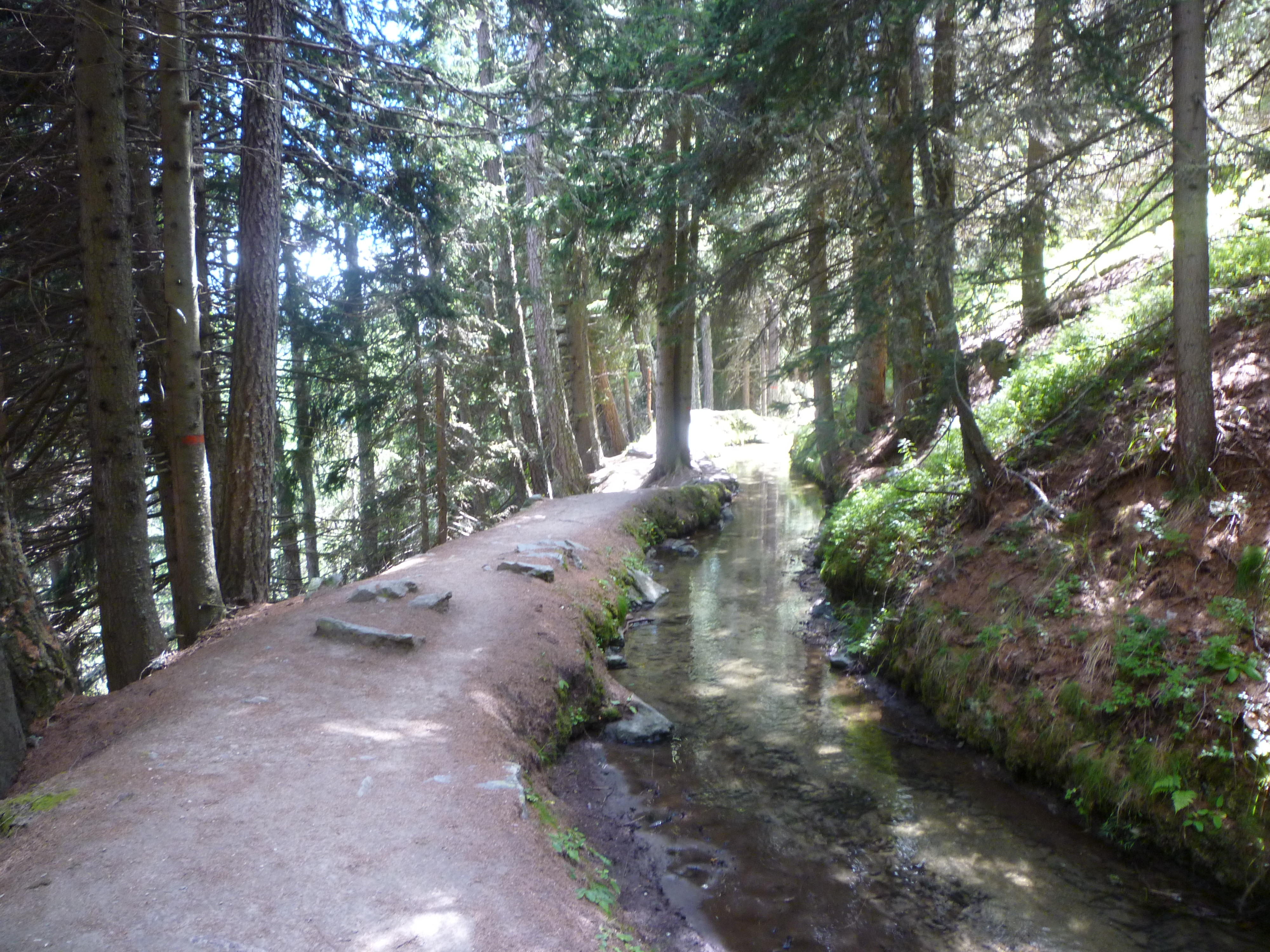
Le ru Courtaud à Ayas.

• Principaux rus de la Vallée d'Aoste
- Ru d'Arlaz et Ru Herbal, sur les communes de Challand-Saint-Anselme, Challand-Saint-Victor, Montjovet et Brusson
- Ru Courtaud (ou Courtod, ou d'Amay), sur les communes d'Ayas et de Saint-Vincent
- Ru de la Plaine, sur la commune de Châtillon
- Ru de Verrayes, sur les communes de Torgnon et de Verrayes
- Ru de Chandianaz, sur les communes de Châtillon, Saint-Denis et Chambave
- Ru Marseiller, sur les communes d'Antey-Saint-André, Saint-Denis et Verrayes
- Rû Prévôt, sur les communes d'Aoste, de Quart, de Roisan et de Saint-Christophe
- Ru du Mont, sur les communes d'Ollomont et de Doues
- Ru de By, sur les communes d'Ollomont, Doues et Allein
- Ru de Menouve (ou ru d'Allein), sur les communes d'Étroubles et d'Allein
- Ru d'Éternon, sur la commune d'Étroubles
- Ru de Vuillen (ou ru Chaffières), sur la commune de Saint-Rhémy-en-Bosses
- Ru Neuf, sur les communes d'Étroubles et Gignod
- Ru de la Charbonnière, sur la commune d'Avise
- Ru Supérieur, sur la commune de Gressan
- Grand Ru, sur la commune de Rhêmes-Notre-Dame.

• Principaux rus abandonnés de la Vallée d'Aoste
- Le Ru du pain perdu à Antey-Saint-André, près des hameaux Navillod et Berzin : les arcs de soutien sont en bon état de conservation ;
- Le Ru du pain perdu à Châtillon.

Dans le bas Valtournenche, deux sont encore visibles : le premier, sur la droite orographique, pour irriguer les replats de Verrayes, le second, sur la gauche, traverse la colline de Châtillon.

## Répartition en France

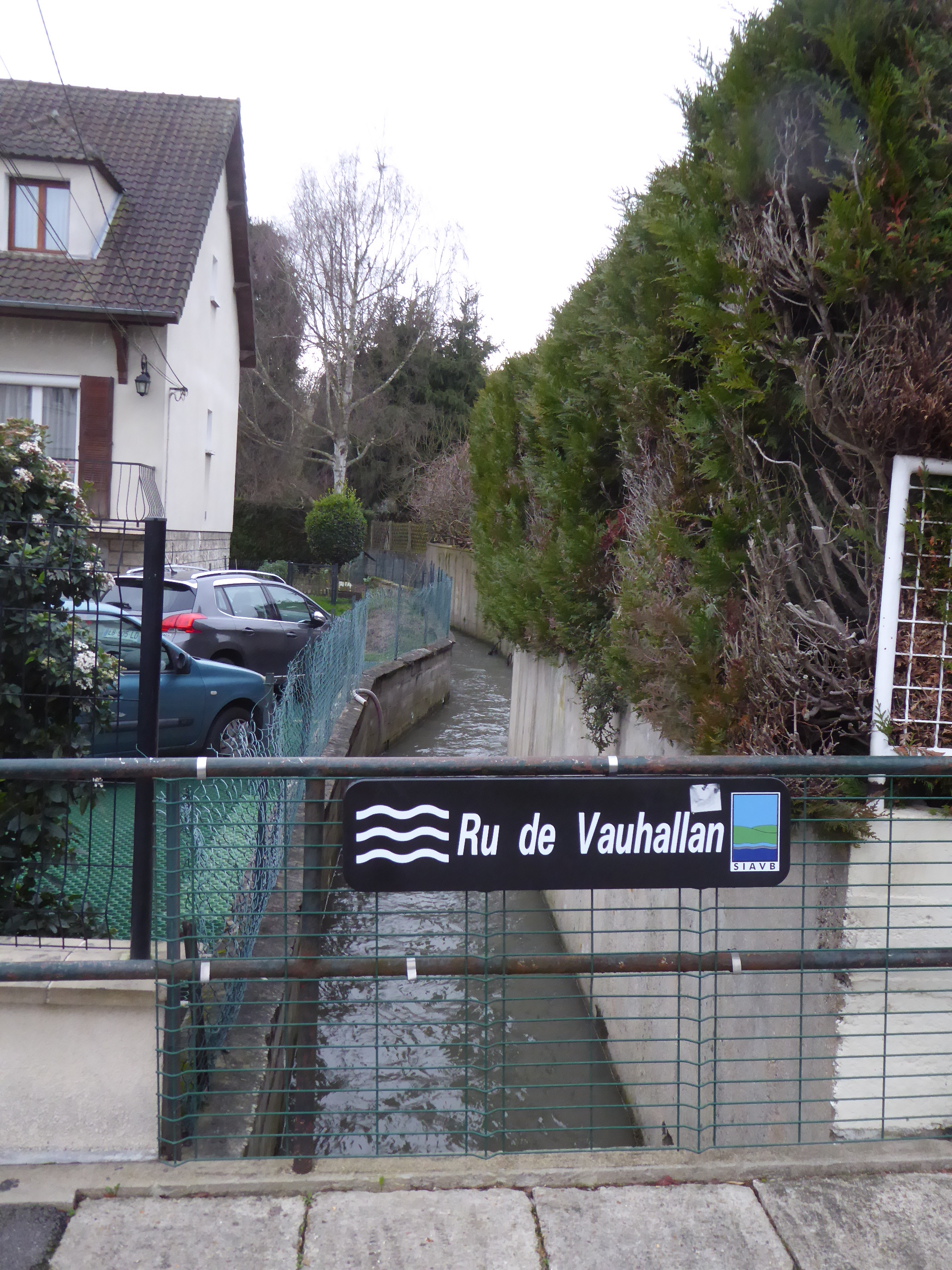
Signalétique usuelle des cours d'eau en France.

Les systèmes hydrologiques de cours d'eau français comportent plusieurs rus, parmi lesquels: 
• pour la Seine
- ru d'Arthelon
- ru d'Avon
- ru de Balory
- ru de Bouisy
- ru de Bréon
- ru de Buzot
- ru du Canal
- ru d'Élancourt
- ru d'Enghien
- ru de Gally
- ru des Haras
- ru du Jard
- ru de la Mare aux Evées
- ru de Marivel
- ru de la Ménagerie
- ru d'Orgeval

• pour la Bièvre
- ru d'Aulnay
- ru de Châtenay
- ru des Godets
- ru des Morteaux
- ru de Rungis
- ru de Vauhallan

• pour le Loing
- ru du Cuivre
- ru de la Mortaille
- ru Simon

• pour la Marne
- ru de Bourgogne
- ru des Cerceaux
- ru du Merdereau
- ru de Raboireau
- ru du Rognon
- ru de Rutel

• pour l'Oise
- ru du Bois
- ru de Jouy
- ru de Liesse
- ru du Vieux Moutiers
- ru du Vivray